# Attisches Griechisch

Verbreitungsgebiet der griechischen Dialekte. Attisch in Rosa

Das attische Griechisch ist ein Dialekt des Altgriechischen, der in Attika, der Region um Athen, gesprochen wurde. Das Attische des 5. Jahrhunderts v. Chr. gilt als klassische Form des Griechischen. Auf ihr beruht größtenteils die Gemeinsprache (Koiné) der hellenistischen Zeit, aus der sich wiederum das Neugriechische entwickelte. Innerhalb der altgriechischen Dialekte ist das Attische eng mit dem ionischen Dialekt verwandt. Das attische Vokabular stellt im Wesentlichen das heutige Schulgriechisch dar.

## Bedeutung
Auf Attisch wurden die wichtigsten Schriften der klassischen Periode verfasst, unter anderem die Werke der Philosophen Platon und Aristoteles, der Geschichtsschreiber Xenophon und Thukydides sowie der Dramatiker Aischylos, Sophokles und Aristophanes. Die politische, wirtschaftliche und kulturelle Vormachtstellung Athens machte das Attische zur Grundlage der überregionalen Gemeinsprache (Koiné) der hellenistischen Periode, die durch die Eroberungen Alexanders des Großen zur Weltsprache aufstieg und nach und nach die übrigen griechischen Dialekte verdrängte. Ab dem 1. Jahrhundert n. Chr. entstand der Attizismus, eine Bewegung, die sich um eine „Reinigung“ des Griechischen und einen Rückgriff auf das klassische Attisch bemühte. Zu den Gelehrten, die sich diesbezüglich mit dem attischen Wortgebrauch beschäftigten, gehörte der griechische Arzt Galenos, der neben all seinen Schriften ein heute verlorenes, 40 Bände umfassendes attizistisches Lexikon verfasste, gleichwohl er ein Gegner des radikalen Attizismus blieb und die Beherrschung des Attischen nicht als ausreichendes Kennzeichen einer herausragenden Bildung betrachtete.
Das antike Vorbild wurde die Norm der griechischen Hochsprache. Bis in die zweite Hälfte des 20. Jahrhunderts wurde eine ans Attische angelehnte Form des Neugriechischen (Katharevusa) als Staatssprache an Schulen gelehrt.

## Charakteristika
Folgende Merkmale unterscheiden das Attische von den übrigen altgriechischen Dialekten:
- Ursprüngliches langes ᾱ (ā) bleibt nach ι, ρ, ε (i, r, e) erhalten (sog. Alpha purum), sonst wird es zu η (ē). 
Beispiel: attisch ἱστωρίᾱ (histōriā) gegenüber ionisch ἱστωρίη (histōriē) sowie attisch μήτηρ (mētēr) gegenüber dorisch μάτηρ (mātēr)
- ττ (tt) statt σσ (ss)
Beispiel: attisch θάλαττα (thalatta) gegenüber ionisch θάλασσα (thalassa)
- Konsequente Kontraktion von Vokalen
Beispiel: attisch γένη (genē) gegenüber ionisch γένεα (genea).